# Línea 122 (Tucumán)
La Línea 122 es una línea de colectivos interurbana operada por La Nueva Fournier S.R.L. Esta conecta las localidades de San Miguel de Tucumán, Banda del Río Salí y Alderetes del Gran San Miguel de Tucumán.

## Recorrido

### Ramal Rincón del Este[1][2]
Barrio Rincón del Este, Ayacucho, octava calle paralela al este Fernando Riera, Santiago, tercera calle paralela al este Fernando Riera, España, Fernando Riera, Ayacucho, Av. Rivadavia, Av. Alfredo Guzmán, 20 de Junio, Av. Eva Perón, Av. Independencia, Av. Avellaneda, Guatemala, Av. San Martín Oeste, Av. B. Aráoz, Pacará, Av. Soldati, Cuba, Av. Avellaneda, Av. Sáenz Peña, Lamadrid, La Rioja, Catamarca, Corrientes, Av. Avellaneda, Av. B. Aráoz, Terminal de Ómnibus, Av. Bdo Terán, Av. B. Aráoz, Av. San Martín Oeste, Av. Independencia, Av. Eva Perón, 20 de Junio, Av. Alfredo Guzmán, Av. Rivadavia, Ayacucho, Fernando Riera, España, tercera paralela al este F. Riera, Santiago, octava calle paralela al este F. Riera, Ayacucho hasta al final del Barrio Rincón del Este.

### Ramal Alderetes- Banda del Río Salí- El Talar[3][4]
El Talar, Ruta Provincial 312, Av. Rivadavia, Av. Eva Perón, Av. Independencia, Av. Avellaneda, Guatemala, Av. San Martín Oeste, Av. B. Aráoz, Pacará, Av. Soldati, Cuba, Av. Avellaneda, Av. Sáenz Peña, Lamadrid, La Rioja, Catamarca, Corrientes, Av. Avellaneda, Av. B. Aráoz, Terminal de Ómnibus,  Av. Bdo Terán, Av. B. Aráoz, Av. San Martín Oeste, Av. Independencia, Av. Eva Perón, Av. Rivadavia, Ruta Provincial 312, El Talar.

### Ramal Alderetes- Banda del Río Salí- La Ciénaga[5][6]
La Ciénaga, Ruta Provincial 316, Escuela El Timbó, Escuela Alta Gracia 149, Ruta Provincial 304, Av. Rivadavia, Av. Eva Perón, Av. Independencia, Av. Avellaneda, Guatemala, Av. San Martín Oeste, Av. B. Aráoz, Pacará, Av. Soldati, Cuba, Av. Avellaneda, Av. Sáenz Peña, Lamadrid, La Rioja, Catamarca, Corrientes, Av. Avellaneda, Av. B. Aráoz, Terminal de Ómnibus, Av. Bdo Terán, Av. B. Aráoz, Av. San Martín Oeste, Av. Independencia, Av. Eva Perón, Av. Rivadavia, Ruta Provincial 304, Ruta Provincial 316, Escuela Alta Gracia 149, Escuela El Timbó, La Ciénaga. Una vez al día y en el horario del mediodía retorna desde A. Rivadavia, Autopista Juan D. Perón, Av. Gdor. del Campo, Av. Soldati, Av. Bdo. Terán, a su recorrido habitual.

### Ramal Alderetes- Banda del Río Salí- Los Gutiérrez[7][8]
Las Piedritas, Los Gutiérrez, Ruta Provincial 304, Av. Rivadavia, Av. Independencia, Av. Avellaneda, Guatemala, Av. San Martín Oeste, Av. B. Aráoz, Pacará, Av. Soldati, Cuba, Av. Avellaneda, Av. Sáenz Peña, Lamadrid, La Rioja, Catamarca, Corrientes, Av. Avellaneda, Av. B. Aráoz, Terminal de Ómnibus, Av. Bdo Terán, Av. B. Aráoz, Av. San Martín Oeste, Av. Independencia, Av. Eva Perón, Av. Rivadavia, Ruta Provincial 304, Los Gutiérrez, Las Piedritas.

## Lugares de Interés
- Terminal de Ómnibus de San Miguel de Tucumán
- Parque 9 de julio
- Palacio de Tribunales
- Plaza Alberdi